# Horst Hoffmann (Publizist)
Horst Hoffmann (* 1927; † 2005) war ein deutscher Sachbuchautor und Publizist, der sich dem Thema der Weltraumfahrt widmete.
Im Zweiten Weltkrieg war er Luftwaffenhelfer, dann Panzersoldat und danach Kriegsgefangener. Er studierte in Berlin Rechtsphilosophie bei Arthur Baumgarten und Zeitungswissenschaft und Allgemeine Publizistik bei Emil Dovifat. Im Jahre 1960 gehörte er zu den Gründungsmitgliedern der Deutschen Astronautischen Gesellschaft. Aus seiner Feder stammen zahlreiche Bücher, Filme,  Rundfunk-Features sowie zahlreiche Beiträge in in- und ausländischen Zeitungen und Zeitschriften.

## Veröffentlichungen
- Das Sojus-Apollo-Test-Projekt Verlag Urania, 1975
- cosmic secret. Testfall SDI – Mythen und Szenarien. (= nl konkret 82). 2. Aufl., Verlag Neues Leben, Berlin 1989
- Frauen in der Raumfahrt (mit Jürgen Stark), Verlag RID 1997
- Die Deutschen im Weltraum : zur Geschichte der Kosmosforschung in der DDR, (mit einem Vorwort von Sigmund Jähn und unter Mitarbeit von Matthias Gründer und Andreas Schütz) Verlag Edition Ost, 1998
- Sigmund Jähn, der fliegende Vogtländer, (autorisierte Biographie, mit einem Vorwort von Thomas Reiter und unter Mitarbeit von Matthias Gründer und Andreas Schütz); Verlag Das Neue Berlin, 1999
- Lexikon der bemannten Raumfahrt, (mit Matthias Gründer und Karl-Heinz Ingenhaag), 2001
- Frauen im All : Visionen und Missionen der Raumfahrt, (mit Vorwort von Claudie Haigneré unter Mitarbeit von Jacqueline Myrrhe), Verlag Schwarzkopf und Schwarzkopf, 2002